# Jerzy Bielecki (1921– 2011)
Jerzy Tadeusz Bielecki (ur. 28 marca 1921 w Słaboszowie, zm. 20 października 2011 w Nowym Targu) – jeden z pierwszych więźniów obozu Auschwitz-Birkenau (numer 243).

## Życiorys
Ukończył Gimnazjum im. B. Nowodworskiego w Krakowie. Podczas okupacji niemieckiej został uwięziony w obozie KL Auschwitz, z którego 21 lipca 1944 uciekł w mundurze Rottenführera-SS, dostarczonym wraz z drukiem przepustki przez innego więźnia obozu Tadeusza Srogiego, zatrudnionego w magazynie SS). Następnie wstąpił do Armii Krajowej. Po wojnie został dyrektorem Zespołu Szkół Mechanicznych w Nowym Targu. Był współzałożycielem i honorowym prezesem Chrześcijańskiego Stowarzyszenia Rodzin Oświęcimskich, a także honorowym obywatelem Izraela.
W 1990 ukazała się jego autobiografia pod tytułem Kto ratuje jedno życie...

## Odznaczenia i wyróżnienia
- Krzyż Komandorski Orderu Odrodzenia Polski (2007)[5]
- Krzyż Oficerski Orderu Odrodzenia Polski (2000)[6]
- Krzyż Kawalerski Orderu Odrodzenia Polski
- Złoty Krzyż Zasługi
- Krzyż Oświęcimski
- Medal 30-lecia Polski Ludowej
- Medal 40-lecia Polski Ludowej
- Medal Komisji Edukacji Narodowej
- Złota odznaka „Za zasługi dla miasta Nowy Targ”
- Odznaka Honorowa Związku Inwalidów Wojennych
- Prezes Honorowy Chrześcijańskiego Stowarzyszenia Rodzin Oświęcimskich
- Odznaka Grunwaldzka
- Medal Sprawiedliwy wśród Narodów Świata (1985)[1][7]
- Medal Papieski